# Erateina artabates
Erateina artabates är en fjärilsart som beskrevs av Druce 1892. Erateina artabates ingår i släktet Erateina och familjen mätare. Inga underarter finns listade i Catalogue of Life.